# 南岭雾带天蛾
南岭雾带天蛾（学名：Rhodoprasina nanlingensis），天蛾科雾带天蛾属的一种，分布于中国广东省、湖南省及四川省等地区，是中国特有种。模式产地为广东省韶关市南岭国家级自然保护区。
本种于2023年被收录入《有重要生态、科学、社会价值的陆生野生动物名录》。